# Sigma Coatings
Sigma Coatings is een van oorsprong Nederlands verfconcern dat in 1972 is ontstaan en in 1999 is opgegaan in SigmaKalon. Het behoort sinds 1 januari 2008 tot het Amerikaanse PPG Industries.
Het bedrijf werd gevormd nadat de Belgische oliemaatschappij Petrofina drie kleinere verfbedrijven kocht en deze samenvoegde. Deze bedrijven waren:
- Pieter Schoen te Zaandam
- Varrosieau te Alphen aan den Rijn
- Vettewinkel te Amsterdam

## Pieter Schoen
Pieter Schoen is een van oorsprong Zaans verfbedrijf dat is opgericht in 1722. Oorspronkelijk betrof het een verfmolen, De Gekroonde Schoen genaamd, te Westzaan. In 1791 werd ook de verfmolen De Admiraal aangekocht. Hier werden droge pigmenten gemalen, zoals verfhout, krijt, pijpaarde, geeloker, marmer, kurkuma, houtskoolpoeder, en blauwsteen. De pigmenten werden doorverkocht aan schilders die daarvan zelf hun verf samenstelden. Daarin kwam pas omstreeks 1850 verandering. Nieuwe maalmethoden, zoals kogelmolens, en nieuwe grondstoffen, maakten de verfbereiding geleidelijk aan tot een specialisme dat aan de fabrikant werd overgelaten. Oorspronkelijk waren er honderden verffabrikanten in Nederland, en ook in de Zaanstreek. Hiervan bleven er uiteindelijk slechts enkele over.
Nadat omstreeks 1888 beide molens door brand waren verwoest werd te Zaandam een houten pakhuis gebouwd, De Lelie genaamd. Dit werd in 1898 door een stenen gebouw vervangen. Een gasmotor werd gebruikt voor het malen. Er werden pasta-achtige verven gemaakt die door de schilders konden worden aangelengd. Pas vanaf 1905 werden kant-en-klare verven gefabriceerd.
In 1913 vond een grote brand in het pakhuis plaats, maar in 1914 werd de fabriek herbouwd. Naast De Lelie ontstonden de pakhuizen Albino, Moor en Regenboog. Later werd ook het oorspronkelijk als graanpakhuis bedoelde Ceres overgenomen. De naam van het bedrijf veranderde in Pieter Schoen & Zoon.
In 1929 werd een vijf verdiepingen tellend gebouw in beton neergezet aan de Oostzijde, het eerste betonnen gebouw van deze hoogte in Nederland. In 1942 werd een wetenschappelijk laboratorium gebouwd.
Verder werd in 1919 een fabriek voor bindmiddelen, zoals kunstharsen, gebouwd. Dit was de N.V. Lak Industrie Nederland (LIN). Tot 1950 werd deze per schip bevoorraad, daarna per verwarmde tankauto. Geleidelijk aan werd een wereldwijd verkoopnetwerk opgezet.
De naam Sigma staat voor de gelijkluidende letter uit het Griekse alfabet "Σ". Deze merknaam werd gebruikt omdat de naam Schoen in het buitenland niet goed was uit te spreken en is uiteraard de eerste letter van de achternaam Schoen. 
Pieter Schoen werd in 1967 gekocht door het Belgische Petrofina. In 1972 werd de verffabriek een van de drie pijlers waaruit Sigma Coatings is ontstaan. In 1993 werd deze gesloten.

## Vettewinkel
De N.V. Vernis- en Verffabriek v/h H. Vettewinkel & Zn. te Amsterdam werd opgericht in 1809. Het bedrijf is bekend van de reclameslogan: Verf van Vettewinkel. In 1970 fuseerde het met Varossieau tot International Coating Materials (ICM).
Dit bedrijf werd in 1971 overgenomen door Petrofina. Het vormde de kern van de Amsterdamse vestiging van Sigma Coatings.

## Varossieau
Varossieau & Cie. ontstond in 1795 te Alphen aan den Rijn. De oprichter was een der nakomelingen van een in 1700 naar Nederland gevluchte hugenotenfamilie. Louis Varossieau was een kunstschilder die, zoals toen gebruikelijk was, zelf zijn vernis stookte. In 1800 verhuisde het gezin naar Aarlanderveen. Louis' zoon Lodewijk, geboren in 1800, specialiseerde zich sinds 1822 in de vernisfabricage en werd vernisfabrikant en in 1851 ook wethouder van Aarlanderveen. De fabriek werd in 1862 overgedragen aan de Gebroeders van Rijn, Lodewijk zelf werd in 1863 burgemeester van Alphen aan den Rijn.
In 1901 werd uitgebreid waarbij een echte fabriek ontstond, compleet met rokende schoorstenen. Het bedrijf was sterk op de export binnen Europa georiënteerd.
In 1946 werd Albert van Wersch, afkomstig van de N.V. De Gooische Verffabriek, tot directeur benoemd. Hij voerde moderniseringen door en bedacht in 1949 de merknamen Histor en Historex (Historia Exit ofwel: het verleden heeft afgedaan). Ook aan design werd gedacht en fraaie kleurencombinaties ontstonden. Vlak voor het samengaan met Vettewinkel werkten bij Varossieau 470 mensen. De naam leeft nog voort in Varossieau Suriname NV die in 1959 werd gevestigd.